# پادشاهی کهن
پادشاهی کهن (انگلیسی: Old Kingdom) یا ابهرسن (انگلیسی: Anlbhorsen) مجموعه داستانی در سبک فانتزی اثر نویسندهٔ استرالیایی، گارت نیکس است. نخستین کتاب این مجموعه سابریل نام دارد که در سال ۱۹۹۵ منتشر شد؛ دو کتاب لیرائیل در سال ۲۰۰۱ و ابهرسن در سال ۲۰۰۳، ادامهٔ داستان آن بودند و سه‌گانهٔ اصلی را تشکیل می‌دهند. بقیه کتاب‌ها به عنوان مکملی بر سه‌گانهٔ اصلی نوشته شده‌اند.